# سيماني عليا (مقاطعة إسلام آباد غرب)
سيماني عليا (بالفارسية: سیمانی علیا) هي قرية تقع في قسم حومة الشمالي الريفي (مقاطعة إسلام آباد غرب) في إيران. يقدر عدد سكانها بـ 40 نسمة بحسب إحصاء 2016.